# Eremomastax
Genre
Eremomastax est un genre de plantes à fleurs de la famille des Acanthaceae.

## Liste d'espèces
Selon Catalogue of Life (1 août 2017) :
- Eremomastax speciosa (Hochst.) Cufod.

Selon NCBI (1 août 2017) :
- Eremomastax speciosa

Selon The Plant List (1 août 2017) :
- Eremomastax speciosa (Hochst.) Cufod.

Selon Tropicos (1 août 2017) (Attention liste brute contenant possiblement des synonymes) :
- Eremomastax crossandriflora Lindau
- Eremomastax polysperma (Benth.) Dandy
- Eremomastax speciosa (Hochst.) Cufod.